# Wilddesign
Wilddesign ist eine internationale Designagentur mit den Hauptstandorten Gelsenkirchen, Deutschland und Shanghai, China.

## Firmengeschichte
Unter dem Namen Wilddesign arbeitete Markus Wild ab 1988 in Herten, Nordrhein-Westfalen. Im Jahr 1990 nach seinem Studium an der Folkwang Hochschule in Essen wurde dann die Firma gegründet. Kern der Arbeit ist ein einfaches, kreatives und funktionales Design. Das Unternehmen verlagerte seinen Firmensitz 1992 in den Wissenschaftspark und 1995 in die Zeche Rheinelbe, jeweils Gelsenkirchen, Deutschland. Die Spezialisierung auf das Design von Medizintechnik und medizinischen Geräten inklusive so genannten Drug Delivery Devices begann im Jahr 1996. 2005 wurde das Unternehmen in eine GmbH umgewandelt. Die Niederlassung Shanghai Wilddesign Co. Ltd. und Repräsentations-Büro Wilddesign Hong Kong Ltd. wurden im Jahr 2006 gegründet. Das letzte Büro der Gruppe wurde im Jahr 2017 in München,  eröffnet.
Als Full-Service-Agentur im Produkt- und Markenbereich für mittelständische und große Unternehmen bietet Wilddesign branchenübliche Dienstleistungen von 360° Design (nachhaltiges Design), über klassisches Product Design, Design Engineering, Intercultural Branding bis zum Innovation Management. Wilddesign ist spezialisiert im Hinblick auf asiatische Märkte und ausgerichtet auf das Thema Gesundheit. Wilddesign ist aktuell (Stand 2014) einer der führenden europäischen Service-Provider im Bereich Medizintechnik und Medical Design, mit einer ununterbrochenen Präsenz auf der  Medizintechnikmesse Medica/Compamed seit 1999.

### Standorte
Wilddesign verfügt über 4 Standorte in Europa und Asien und eine Gesamtzahl von etwa 40 fest angestellten Mitarbeitern. Der Direktor, CEO Markus Wild leitet das Team im Ruhrgebiet/ Deutschland. Seit 2017 wird die Münchner Dependance von Sven Dörhage geleitet. Das Shanghai Büro wurde zusammen mit Gerhard Seizer aufgebaut, der der erste Geschäftsführer des Büros in Shanghai wurde. Momentan wird das Büro vom Industriedesigner Quan Shan geleitet.
Europa
- Gelsenkirchen, Deutschland (Head-office)
- München, Deutschland (HUB)
- Magdeburg (HUB)

Asien
- Shanghai, China (Head-office)
- Hong Kong, China (Supplier)

## Preise (Auswahl)
Wilddesign errang seit 1992 vielfach einschlägige Designpreise, wie den Designpreis der Bundesrepublik Deutschland, den iF Award, den red dot design award und andere. Die letzten (Stand 2014) waren:
- iF product design award 2013[20]
- red dot winner 2013[21]
- red dot Honourable Mention 2012[22]
- iF product design award 2011[23]